# 小池家継
小池 家継（こいけ いえつぐ）は、戦国時代から安土桃山時代にかけての武士、国人。森氏（森可成→森長可）の家臣。美濃国今城主。家紋は「梅に鶯（うぐいす）」。天正10年（1582年）に起きた本能寺の変を機に金山城主の森氏への反抗を開始したが、鎮圧されて森氏の命により今城を退去し、帷子郷で帰農した。

## 略歴
小池氏は現在の岐阜県可児市の南西部を支配していた国人。家継の家系は鎌倉時代に後鳥羽天皇の北面武士であった小池貞利、小池貞好、小池貞宗らの系統といわれている。
小池家継は天文年間（1532年-1555年）において愛宕山（あたごやま）に今城を築城した。その後、森可成の家臣となった後に森長可の家臣となった。各々は順に森蘭丸の父と兄である。
織田信長は中濃平定戦のあと猿啄城を家臣の河尻秀隆に与え、烏峰城を森可成に与えた。森可成は入城に際し烏峰城を金山城と改称したという。そのほか、久々利氏や大森城主奥村又八郎、塩河・室原の可児秀行（可児六郎左衛門秀行）、今城主の小池家継（小池刑部藤原之家継）らが織田信長に帰順したとされる。
天正10年（1582年）に本能寺の変が発生すると、いままで森氏に従っていた東濃の武将は反抗するようになった。家継も同調し反抗したが、すぐに鎮圧された。その後、森長可の立ち退き命令により今城を立ち退き、帷子郷で帰農したといわれている。
現在の今城址は可児市「山城連絡協議会」有志らにより簡易な公園として整備され、誰でも容易に訪れることが可能である。
今城址は北から南に突き出た舌状台地上にあって、一辺が30メートル程の平地がある。北側の中腹に屋敷跡といい伝えられている平地（今城二の丸）があって、今城三の丸には五輪石（五輪塔）が数基あって小池氏の墓といわれている。その墓には小池家継の墓も含まれる。